# Emídio Santana
Emídio Santana (Santa Engrácia, Lisboa, 4 de Julho de 1906 — São Domingos de Benfica, Lisboa, 16 de Outubro de 1988) foi um dos mais importantes militantes portugueses do anarcossindicalismo nos anos 20, durante a clandestinidade e o pós-25 de Abril.  Foi autor de diversos artigos e ensaios sobre o anarcossindicalismo e o mutualismo.

## Biografia
Nasceu na freguesia de Santa Engrácia, em Lisboa. Era filho do serralheiro Salvador Santana, natural de Setúbal (freguesia de Santa Maria da Graça), e de Beatriz Alice da Conceição de Carvalho Santana, doméstica, natural de Lisboa (freguesia de São João da Praça).
Em criança estudou na Escola Oficina n.º 1 da Confederação Metalúrgica, uma escola moderna segundo os princípios de Franscisco Ferrer, onde também estudaram os filhos de Neno Vasco (Ciro, Fantina e Ondina) e Germinal de Sousa, filho de Manuel Joaquim de Sousa.
Emídio Santana militou no núcleo de Lisboa das Juventudes Sindicalistas, onde foi Secretário da Propaganda, e posteriormente, em 1925 e 1926, Secretário Geral das Juventudes Sindicalistas.
Foi membro e Secretário Geral do Sindicato Nacional dos Metalúrgicos, filiado na antiga Confederação Geral do Trabalho (CGT) portuguesa.
No seguimento do golpe militar de 28 de Maio de 1926, desenvolveu uma actividade de resistência contra a ditadura e actividade sindical clandestina.
A 2 de março de 1930, casou civilmente em Lisboa com Felisbela dos Anjos Trindade (Santa Catarina, Lisboa, c. 1908), doméstica, filha do militar da GNR João António da Trindade, natural de Elvas (freguesia da Sé), e de Elvira dos Anjos Trindade, doméstica, natural de Lisboa (freguesia de São Cristóvão e São Lourenço).
Em 1936, representou a CGT portuguesa no congresso da Confederación Nacional del Trabajo de Espanha.
Em 4 de Julho de 1937 foi um dos autores do atentado a Salazar quando este se deslocava à capela particular do seu amigo Josué Trocado, na Avenida Barbosa du Bocage, em Lisboa, para assistir à missa.
Na sequência do atentado, Emídio Santana é procurado pela PIDE e foge para o Reino Unido, acabando por ser encontrado em Southampton pela polícia inglesa que o prende e o envia para Portugal onde foi condenado a 8 anos de prisão e 12 de deportação. Acabaria por ser libertado a 23 de Maio de 1953. Foi quatro vezes preso pela PIDE.
Em 1964 integrou a Associação dos Inquilinos Lisbonenses, a cuja direcção presidiu (1965). Participou em comícios da CDE e CEUD, abordando temas sindicais (legislativas de 1969).
A partir do fim da ditadura (1974), Emídio Santana retoma a vida militante activa, nomeadamente como director do jornal A Batalha.
Sendo um forte crítico do controlo político da CGTP por parte do PCP, qualificando o congresso de 1977 de um "espectáculo amorfo" com um "numeroso auditório presidido por um vultuoso colégio que do princípio ao fim dirigiu os trabalhadores e o controlou segundo um programa rigoroso e inalterável. Afinal uma caixa de ressonância". Onde "as votações estavam asseguradas; os cartões de voto inúteis". "O congresso apenas consagrou as propostas da Comissão Organizadora elaboradas sob inspiração e uma providência conhecida". Critica também o facto de um suposto congresso de operários ter como som "A Portuguesa" em vez do "legítimo e inconfundível hino", a Internacional. Já sobre o IV Congresso da CGTP (1983), para Emídio Santana não passou de "um comício em que a assistência funcionava como aparelho de aplausos" e "uma missa de fiéis voltados para Moscou".
Em 1985, Emídio Santana escreveu Memórias de um militante anarcossindicalista: tempos de luta de adversidade e de esperança, livro onde recorda momentos importantes da sua vida de militância política.
Morreu a 16 de outubro de 1988, na freguesia de São Domingos de Benfica, em Lisboa.
O seu espólio documental encontra-se depositado do Arquivo Histórico-Social.

## Obras
- Prefácio e anotações a Sousa, Manuel Joaquim de. O sindicalismo em Portugal. Porto, Afrontamento, 1974.
- História de um atentado: o atentado a Salazar. Mem Martins, Forum, 1976.
- Memórias de um militante anarco-sindicalista: tempos de luta de adversidade e de esperança. Lisboa, Perspectivas & Realidades, 1987.
- Onde o homem acaba e a maldição começa: crónicas do mundo dos ex-homens. Lisboa, Assírio e Alvim, 1989. ISBN 972-37-0115-4.